# اوچنیه کلنیا
اوچنیه کلنیا (به لاتین: Uchanie-Kolonia) یک روستا در لهستان است که در Gmina Uchanie واقع شده‌است.